# Blood Sweat & Tears (singel BTS)

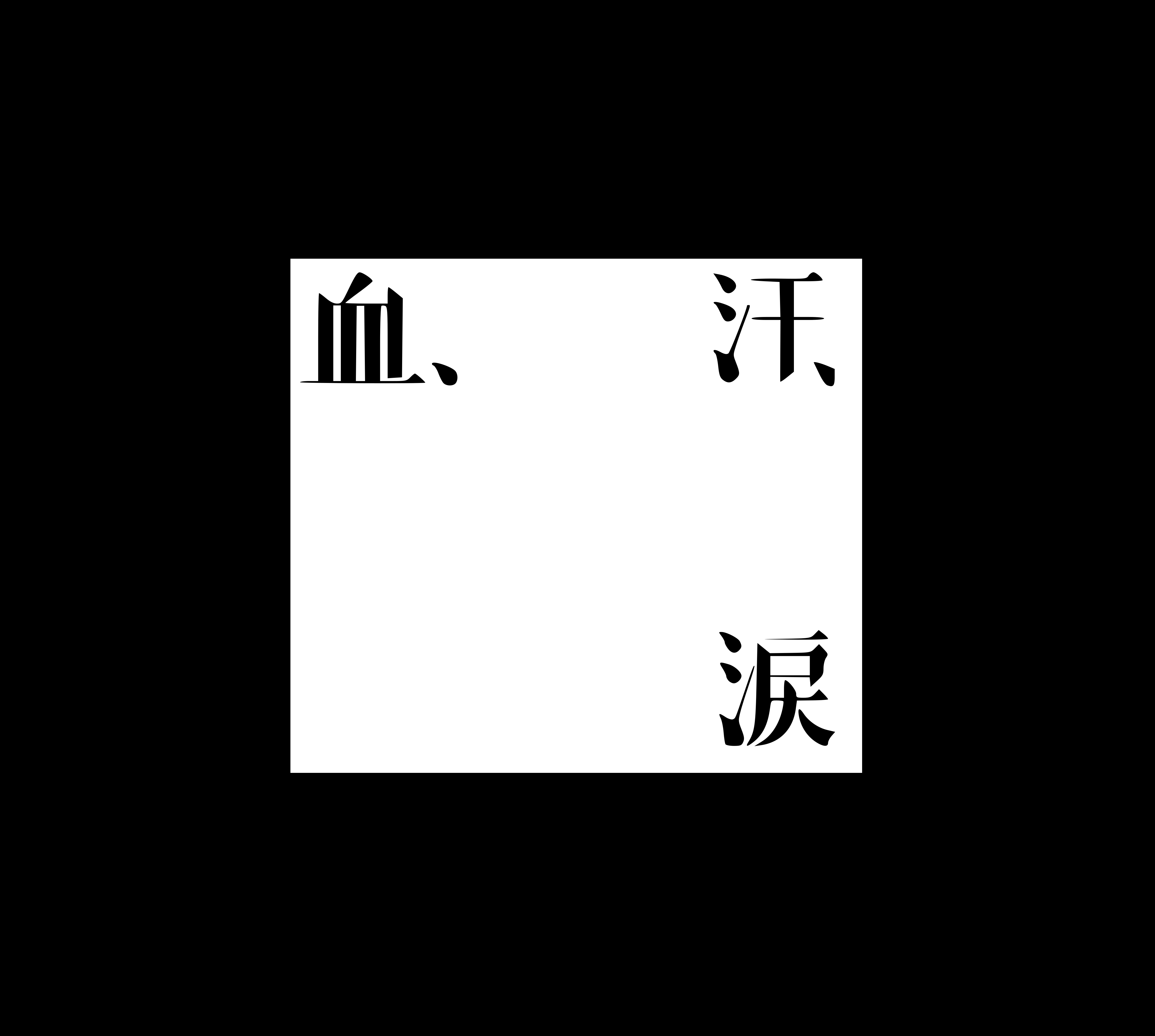
Logo piosenki Blood Sweat & Tears południowokoreańskiego zespołu BTS

„Blood Sweat & Tears” (kor. 피 땀 눈물 Pi ttam nunmul) – koreański singel południowokoreańskiej grupy BTS, wydany 10 października 2016 roku. Utwór promował album WINGS. Sprzedał się w nakładzie 1 213 094 egzemplarzy w Korei Południowej.
Utwór został nagrany ponownie w języku japońskim, został wydany pt. „Chi, ase, namida” (jap. 血、汗、涙) jako siódmy japoński singel zespołu 10 maja 2017 roku. Na płycie znalazły się także japońskie wersje utworów „Spring Day” i „Not Today”. Osiągnął 1 pozycję w rankingu Oricon i pozostał na liście przez 19 tygodni, sprzedał się w nakładzie 310 276 egzemplarzy.
Singel został wydany w czterech wersjach: regularnej CD, dwóch limitowanych CD+DVD (wer. A i B) i limitowanej CD+Photobook (wer. C).

## Lista utworów
Singel koreański
| Nr | Tytuł                                                  | Słowa i kompozycja                                          | Produkcja | Czas |
| -- | ------------------------------------------------------ | ----------------------------------------------------------- | --------- | ---- |
| 1. | "Blood Sweat & Tears" (kor. 피 땀 눈물 Pi ttam nunmul) | Pdogg, Rap Monster, Suga, J-Hope,"Hitman" Bang, Kim Do-hoon | Pdogg     | 3:37 |

Singel japoński
| CD                      |                                                      |                                                                            |                                              |      |
| Nr                      | Tytuł                                                | Słowa                                                                      | Muzyka                                       | Czas |
| 1.                      | "Chi, ase, namida" (jap. 血、汗、涙) (Japanese ver.) | KM-Markit                                                                  | Pdogg                                        | 3:35 |
| 2.                      | "Not Today" (Japanese ver.)                          | KM-Markit                                                                  | Pdogg                                        | 3:52 |
| 3.                      | "Spring Day" (Japanese ver.)                         | Pdogg, Rap Monster, ADORA, Bang Sihyuk, Arlissa Ruppert, Peter Ibsen, Suga | Pdogg                                        | 4:34 |
| DVD (wer. limitowana A) |                                                      |                                                                            |                                              |      |
| Nr                      | Tytuł                                                | Tytuł                                                                      | Tytuł                                        | Czas |
| 1.                      | "Chi, ase, namida -Music Video-"                     | "Chi, ase, namida -Music Video-"                                           | "Chi, ase, namida -Music Video-"             |      |
| 2.                      | "Blood Sweat & Tears -Music Video-"                  | "Blood Sweat & Tears -Music Video-"                                        | "Blood Sweat & Tears -Music Video-"          |      |
| DVD (wer. limitowana B) |                                                      |                                                                            |                                              |      |
| Nr                      | Tytuł                                                | Tytuł                                                                      | Tytuł                                        | Czas |
| 1.                      | "Chi, ase, namida -Making of Music Video-"           | "Chi, ase, namida -Making of Music Video-"                                 | "Chi, ase, namida -Making of Music Video-"   |      |
| 2.                      | "Chi, ase, namida -Making of Jacket Photos-"         | "Chi, ase, namida -Making of Jacket Photos-"                               | "Chi, ase, namida -Making of Jacket Photos-" |      |

## Notowania

### Wersja koreańska
| Lista                         | Najwyższa pozycja |
| ----------------------------- | ----------------- |
| Gaon Weekly Digital Chart     | 1                 |
| Gaon Weekly Download Chart    | 1                 |
| Gaon Weekly Streaming Chart   | 8                 |
| Gaon Weekly BGM Chart         | 8                 |
| SNEP                          | 167               |
| RMNZ                          | 7                 |
| Billboard World Digital Chart | 1                 |
| Billboard Canadian Hot 100    | 86                |
| Suomen virallinen lista       | 22                |
| Japan Hot 100                 | 18                |

### Wersja japońska
| Lista               | Najwyższa pozycja |
| ------------------- | ----------------- |
| Oricon Single Chart | 1                 |
| Japan Hot 100       | 1                 |
| Top Single Sales    | 1                 |